# آنا هککیان
آنا (المیانا) آرتیومی هککیان (ارمنی: Աննա (Էլմիաննա) Արտյոմի Հեքեքյան؛ زادهٔ ۱۵ اوت ۱۹۵۵) فیلم‌نامه‌نویس و کارگردان فیلم اهل ارمنستان است.

## زندگی‌نامه
وی در ۱۵ اوت ۱۹۵۵ در ایروان به دنیا آمد و از آکادمی دولتی هنرهای زیبای ارمنستان فارغ‌التحصیل گشت. وی برنده جوایزی همچون مدال یادبود نخست‌وزیر ارمنستان (۲۰۱۴), مدال موسس خورناتسی (۲۰۱۸) و مدال مارشال باقرامیان (۲۰۱۰) است.